# Rituales mayas antiguos

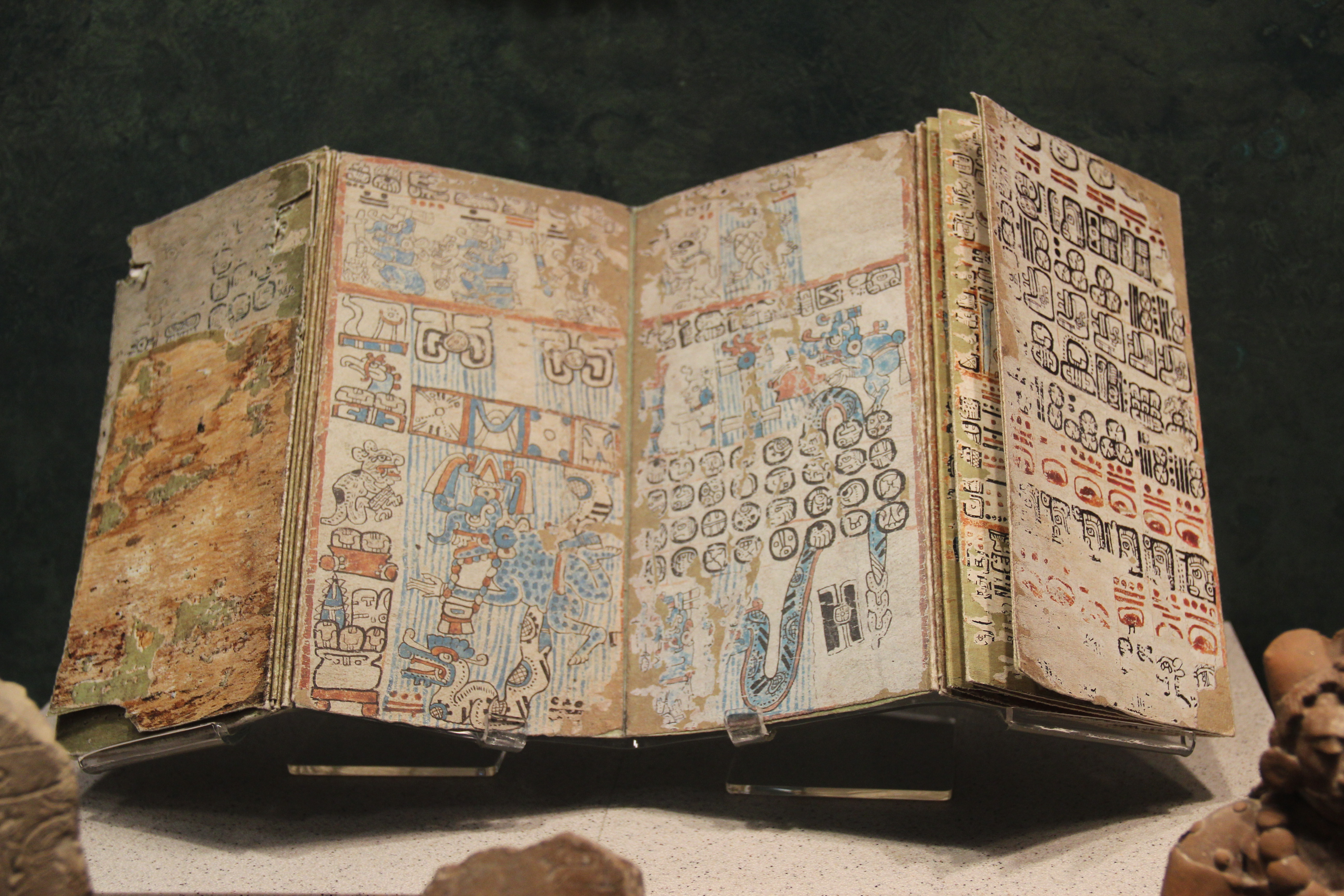
Códice maya

Los rituales mayas antiguos forman parte de la religión maya. Fueron una serie de costumbres realizadas por el pueblo maya. Anteriormente, en el periodo prehispánico, eran realizados en templos; estos "centros ceremoniales se concentraban en los símbolos de poder y la élite". El acceso a ellos estaba prohibido para la población en general, solo acudían personas con títulos.
Estos eran la forma en que el hombre entraba en contacto con lo sagrado, los dioses y lo que está más allá del mundo humano. Su finalidad era buscar beneficio para los habitantes y a su vez tener conocimiento de los deseos de las divinidades acerca de este mundo.
Se establecen por la costumbre o alguna de las autoridades del lugar. Se constituyen "por expresiones verbales y corporales, pero sólo adquieren significado si responden a la creencia que los dioses instauraron".

## Mayas antiguos

### Preclásico inferior (1500-800 a.C.)[3]
Iniciación de la vida agrícola después de ser recolectores. Tecnología rudimentaria y su única organización social era la familia.
Los ritos que practicaban tenían como objetivo obtener buenas cosechas y también no se.

### Preclásico medio (800-300 a.C.)[3]
Gran crecimiento demográfico, lo que trajo consigo el aumento en la fuerza de trabajo en la cosecha y recolección de alimentos vegetales y de origen animal. La organización social se basaba en dos grupos: los trabajadores y aquellos que empezaban a hablar de actividades mágicas y poderes sobrenaturales.
La cultura Olmeca llegó a esta área y les aportaron conocimientos como el calendario, una naciente escritura, la divinidad del jaguar y a labrar cabezas gigantes.

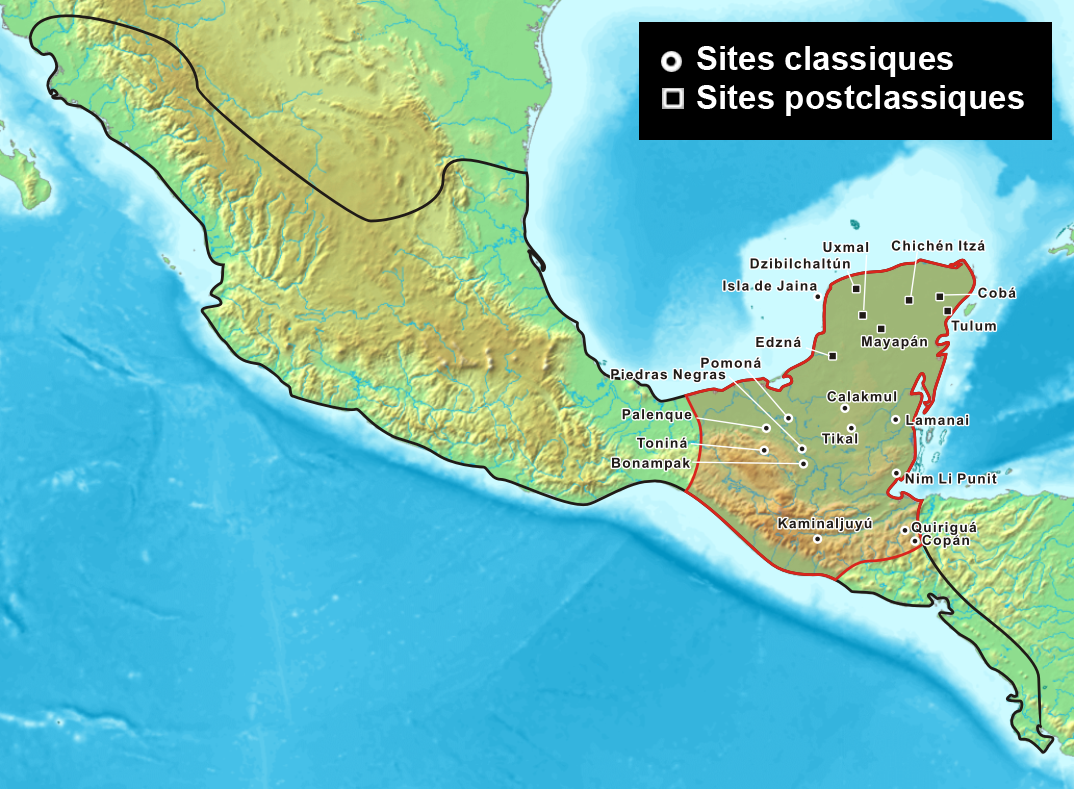
Sitios mayas.

### Preclásico superior (300 a.C. al 150 d.C.)[3]
La población y a su vez la división social fue incrementando. El grupo al que se atribuía la característica de nexo entre lo sobrenatural fue apropiándose del control y poderío de la producción y recolección vital para la supervivencia, además de lo político y religioso.

### Clásico temprano (300-600 d.C.)[3]
Hubo un gran crecimiento demográfico. El comercio impulsó la economía de esta cultura, sin embargo, los avances tecnológicos buscaban satisfacer a la parte de la población con más privilegios. Se formaría una teocracia donde lo religiosos y lo civil estaban relacionados y era sostenida por la parte de la población general.
En cuanto al desarrollo de las ciudades, este floreció desde lo cultural, intelectual y lo arquitectónico.

### Clásico tardío (600-900 d.C.)[3]
En este periodo la explotación humana en beneficio de los aristócratas y el desarrollo de las ciudades con centenares de edificios llegó a su límite. Las fuerzas productivas aumentaron. El poder político pertenecía a jefes y sacerdotes miembros de la nobleza; de ellos dependía la espiritualidad de la población.

### Posclásico temprano (1000-1250 d.C.)[3]
En esta época el pueblo maya fue objeto de invasiones de otros pueblos mesoamericanos. Estos acontecimientos no modificaron la fuerza de trabajo y producción, sino que ahora era regida por fuerzas militares y otros títulos nobles. El comercio comenzó a expandirse a otras regiones, lo que trajo consigo un gran auge cultural, religioso y estético.

### Posclásico tardío (1250-1524/1541 d.C.[3])
Este es el último periodo de la cultura maya; en este ocurre una "desintegración económica, política y cultural". Fue una época caracterizada por guerras y modificaciones a las ciudades para su protección. La cultura iba en decadencia y llegó a su fin cuando los españoles invadieron y dominaron a lo que quedaba del pueblo maya.

## Rituales
Estos eran la manifestación de servicio de los mayas hacía sus dioses, hechos de forma individual y colectiva. Se constituían de ayunos, ofrendas y sacrificios. En cuanto a los rituales funerarios, hubo cambios respecto a ellos: incineración, entierros. También el ritual funerario dependía de la jerarquía social.

### Rituales calendáricos

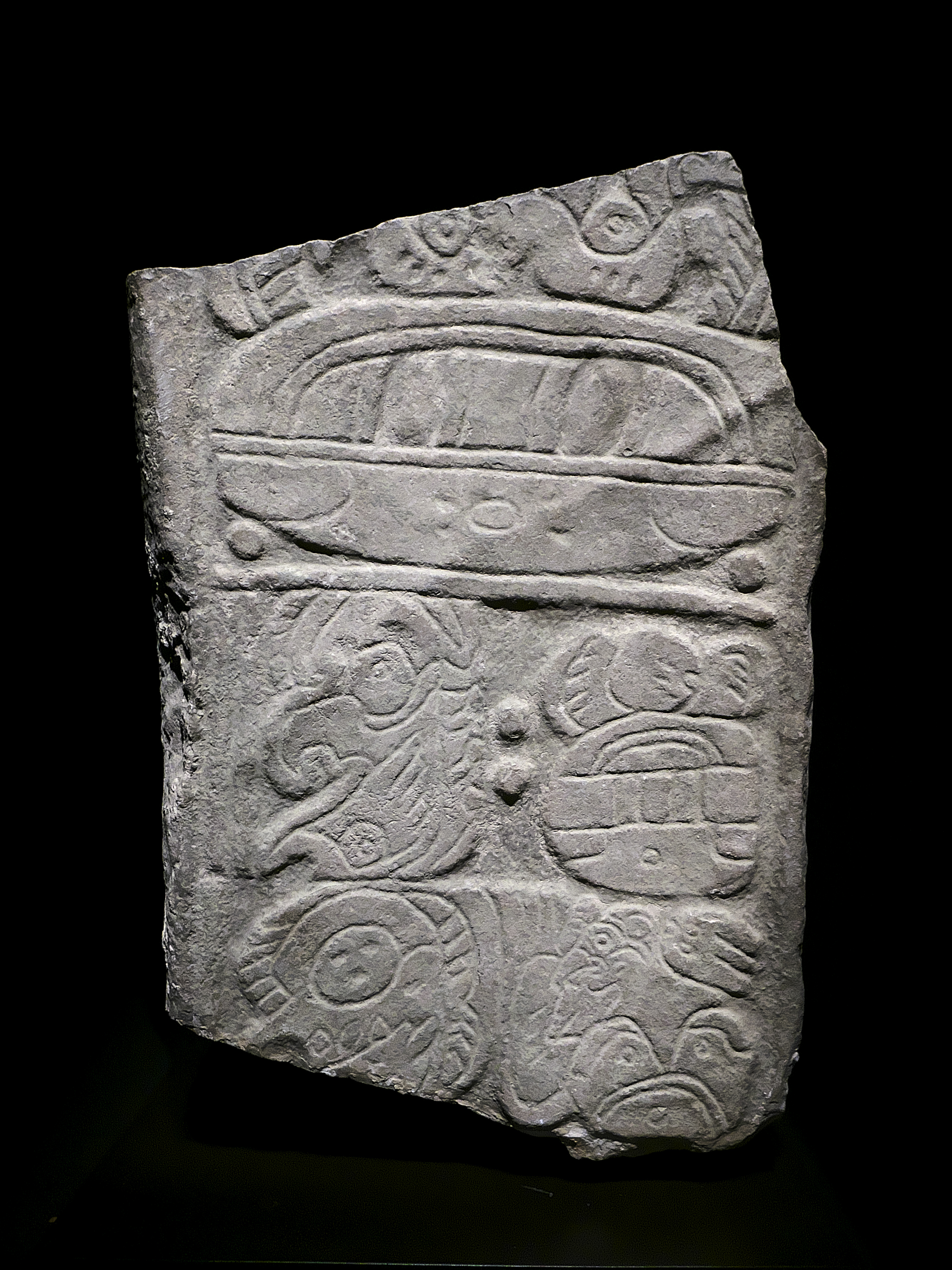
Fragmento de calendario.

Estos celebraban fiestas colectivas y trataban de reproducir la ley de los ciclos naturales. Estaban relacionados con el año solar llamado Haab, de 365 días, dividido en 18 meses y 20 días.
Durante el primer mes del año, se rendía culto a todos los dioses con tareas de limpieza, renovación en el hogar y la separación de los objetos usados "manchados por la carga del año decadente". Cada mes se consagraban objetos para que el trabajo religioso tuviera éxito.
Una de las fiestas importantes y en donde participaba toda la población de esta cultura era la que se celebraba en honor a Kukulcán, en el mes xul. Durante 5 días se ayunaba y al finalizar la celebración, la deidad descendía de su templo.

### Rituales agrícolas
El conocimiento acerca de la agricultura precolonial se encuentra en el Popol Vuh, donde se habla de los primeros hombres que aprendieron a sembrar maíz: Hunahpu e Ixbalanque. Esto nos acerca a "los primeros momentos de la cosmovisión maya sobre la agricultura".
En este tipo de costumbre hay fechas que definen intervalos rituales, a partir de los cuales se establecieron temporadas de lluvia, sequía y el tiempo ideal para la siembra, cosecha y recolección. Estas fechas también definían el tipo de edificios que se construirían.

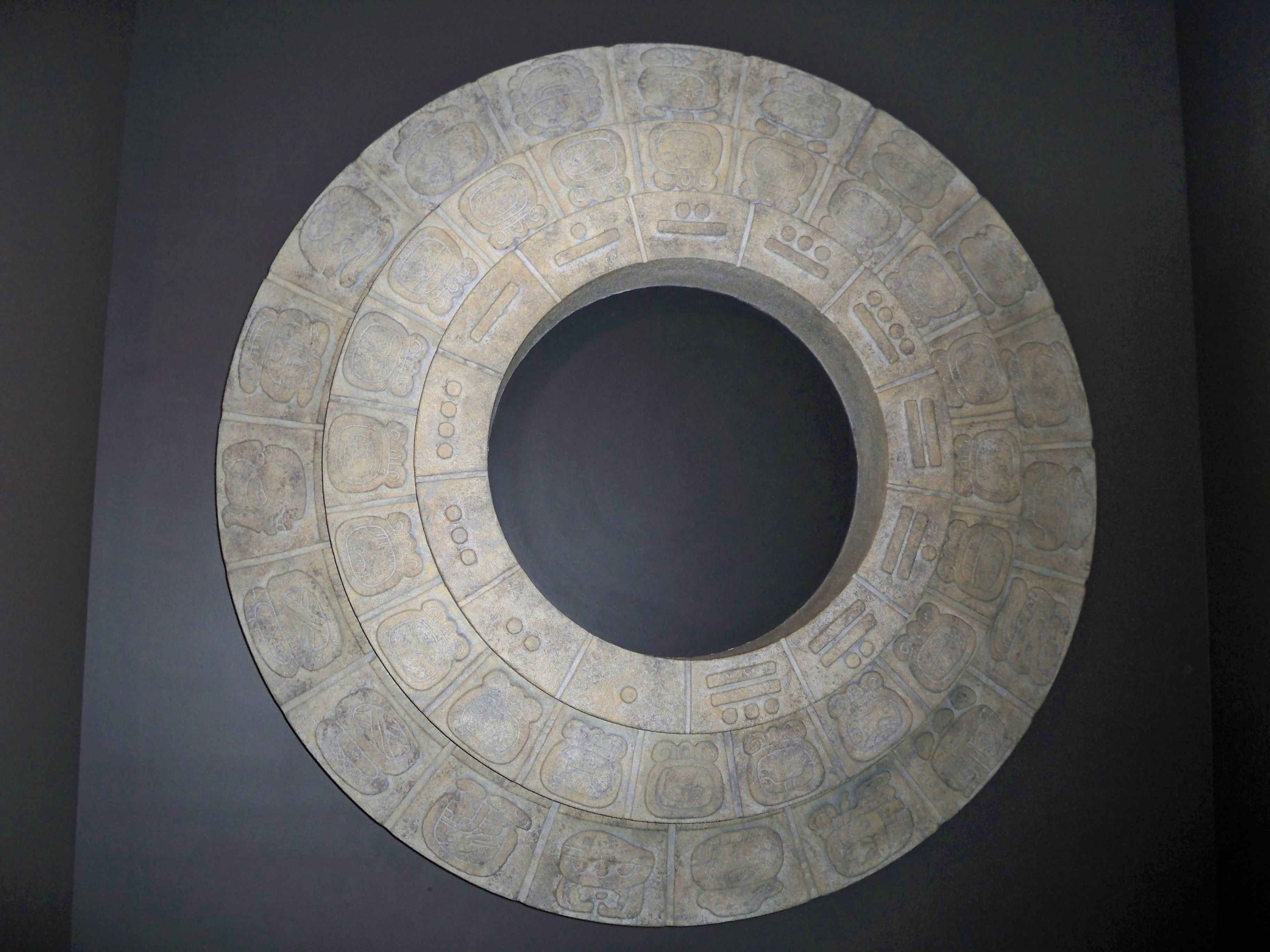
Calendario de 260 días maya.

Lo anterior resultaba necesario para tener conocimiento de fenómenos del clima periódicos determinantes en la agricultura. En este tipo de rituales resultaba importante el calendario de 260 días, conocido como el calendario sagrado.
Una de las fiestas importantes en este tipo de rituales es la llamada Mak, propios de la agricultura extensiva. Ésta es dedicada a "los chaces, dioses de los panes y a izamná".  En el ritual se hace uso del fuego y su apagado es fundamental para el mismo. Se hacía en la plaza, con animales, aves, leña y agua; celebrado por cuatro sacerdotes y se seguía dos días después de la extinción del fuego. En esta segunda parte se usaba incienso, ofrendas y oraciones a las deidades.

### Rituales de fertilidad
La fertilidad era considerada sagrada, ya que permitía la subsistencia del pueblo. En estos rituales la mujer era la preparada para una vida fértil. En el Libro de los Cantares de Dzitbalché se habla de una ceremonia donde las mujeres jóvenes y vírgenes danzaban desnudas bajo la luz de la luna. Portaban ofrendas para los dioses, flores y plumería.

### Rituales de iniciación
Estos rituales mezclan los procesos naturales de los humanos y la cultura a la que pertenecen los mismos, a las reglas de la comunidad. Este tipo de rituales puede dividirse en diferentes categorías.
1. Rituales de nacimiento. Estos tenían que ver con la mujer en el embarazo, el parto y el riesgo que se tenía de morir en él, baños rituales después del parto tanto a la madre como al bebé recién nacido. De igual forma en este tipo de rituales se encuentra la modificación de la forma del cráneo con dos tablillas de madera.[5]
2. Rituales de pubertad. Estos se llevaban a cabo cuando los niños y niñas tenían tres o cuatro años. A los niños se le colocaban "una cuenta blanca en la coronilla y a las niñas una concha sobre el pubis".[5] Este ritual continuaba cuando llegaban a la edad de doce y trece años, llevaban a cabo una ceremonia llamada caputzihil, ahí la cuenta blanca y la concha eran retiradas y los pequeños eran golpeados con flores. Simbolizando su renacimiento como adultos.[5]
3. Rituales de matrimonio. Este tipo de ritual tenía que ver con la elección de la pareja del hombre por parte del padre, donde ninguno de los involucrados en el casamiento formaba parte de la decisión; cuando era llevada a cabo el hombre trabajaba con los padres de la mujer y ella se encargaba de la preparación de sus alimentos.[5]

### Rituales relacionados con los elementos
El fuego era un elemento sagrado utilizado en ceremonias de los grupos poderosos. Contaba con diferentes simbolismos: "potencia sagrada, purificación, protección, fundación, transformación y como característica de algunos dioses".
Algunos rituales para la lluvia consistían en arrojar personas vivas o sin corazón.

### Rituales funerarios
Estos eran importantes en la cultura maya debido a la creencia de que, al fallecer, se iniciaba un viaje largo en el mundo de los muertos. La población en general era enterrada en el piso de su casa o cerca de ella. A los señores con poder se los incineraban y sus cenizas eran guardadas en vasijas.
En estos lugares el color era parte importante, formaba parte de las tumbas de la clase maya con poder. El color rojo era el más usual.

## Sacerdocio
Los rituales eran oficiados por hombres relacionados con la divinidad: los sacerdotes. Estos tenían diferentes clasificaciones, mostradas a continuación:
El sacerdote era llamado: Ahkin, el del sol; el sumo sacerdote: Ahaucan, señor serpiente; el profeta: Chilam. Sacrificador: Nacom; el curandero y el hechicero: Ahmen, el que sabe.

## Literatura ritual
Este tipo de literatura consiste en himnos, oraciones y cantos sagrados. Formaban parte de las actividades religiosas. Entre estos se encuentran los libros: Los cantares de Dztibalché, Rabinal Achí y el Baile de la Conquista.